# 寶島時代村
寶島時代村是台灣南投縣草屯鎮的一個旅遊景點，由江欽良與藝人小潘潘共同創辦，於2012年6月開幕。2018年因江欽良的官司一度停業，2019年5月11日重啟。2020年2月24日，因新冠肺炎疫情波及休館至今，尚未重新營業，目前仍荒廢中。

## 展覽
寶島時代村模仿台灣1940、50年代的夜市街景，也重建了客家人、閩南人、原住民與退伍老兵的各種微社區。

## 外部連結
- 寶島時代村的Facebook專頁
- 寶島時代村官網 （页面存档备份，存于）